# محمد آقایی (ووشوکار)
محمد آقایی، (زاده ۱۳۵۵ - در گذشت ۱۳۹۲) ووشوکار ایرانی بود.

## حرفه
او برنده مدال نقره بازی‌های آسیایی بوسان (۲۰۰۲) بود.

## درگذشت
آقایی، عصر پنجشنبه ۱۳۹۲/۱۰/۲۶ به دلیل بیماری در زادگاهش کرج درگذشت.